# ケーン郡 (イリノイ州)
座標: 北緯41度57分 西経88度26分 / 北緯41.950度 西経88.433度
ケーン郡（ケーンぐん、英: Kane County）は、アメリカ合衆国イリノイ州の北部に位置する郡である。人口は51万6522人（2020年）。郡庁所在地はジェネバであり、同郡で人口最大の都市はオーロラである。

## 歴史
ケーン郡は1836年にラサール郡から分離して設立された。郡名はイリノイ州選出のアメリカ合衆国上院議員と初代イリノイ州州務長官を務めたエリアス・ケーンに因んで名付けられた。

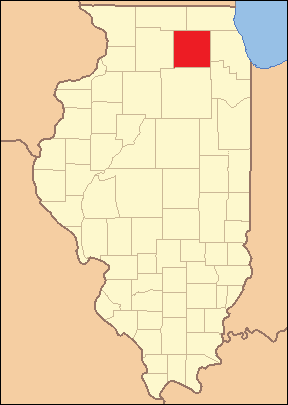
郡創設時から1837年にデカルブ郡を分離したときまでの領域
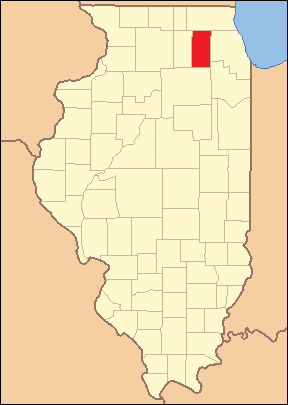
1837年から1841年
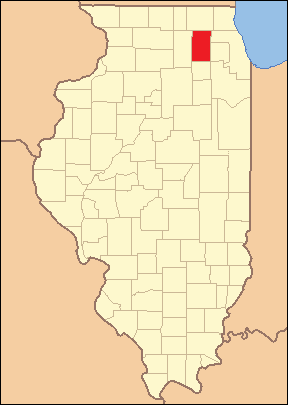
1841から現在の領域

## 地理
アメリカ合衆国国勢調査局に拠れば、郡域全面積は524.20平方マイル (1,357.7 km2)であり、このうち陸地520.06平方マイル (1,346.9 km2)、水域は4.14平方マイル (10.7 km2)で水域率は0.79％である。大型の都市はフォックス川沿いにある。

### 交通
- メトラ、通勤電車運行
- ペース、都市内・都市間バス運行
- プレーリーパークウェイ

#### 空港
- オーロラ市民空港

#### 主要高規格道路
| - 州間高速道路88号線 - 州間高速道路90号線 - アメリカ国道20号線 - アメリカ国道30号線 - アメリカ国道34号線 | - イリノイ州道19号線 - イリノイ州道25号線 - イリノイ州道31号線 - イリノイ州道38号線 - イリノイ州道47号線 - イリノイ州道56号線 | - イリノイ州道58号線 - イリノイ州道62号線 - イリノイ州道64号線 - イリノイ州道68号線 - イリノイ州道72号線 |

### 隣接する郡
- マクヘンリー郡 - 北
- クック郡、デュページ郡 - 東
- ウィル郡 - 南東
- ケンドール郡 - 南
- デカルブ郡 - 西

## 気候と気象
近年、郡庁所在地であるジェネバ市の平均気温は1月の10°F (-12 ℃) から7月の84°F (29 ℃) まで変化している。過去最低気温は1985年1月に記録された-26°F (-32 ℃) であり、過去最高気温は1936年7月に記録された111°F (44 ℃) である。月間降水量は2月の1.52インチ (39 mm) から7月の4.39インチ (112 mm) まで変化している。

## 人口動態

人口ピラミッド

以下は2000年の国勢調査による人口統計データである。
| 基礎データ - 人口: 404,119人 - 世帯数: 133,901 世帯 - 家族数: 101,496 家族 - 人口密度: 300人/km2（776人/mi2） - 住居数: 138,998軒 - 住居密度: 103軒/km2（267軒/mi2） 人種別人口構成 - 白人: 79.27% - アフリカン・アメリカン: 5.76% - ネイティブ・アメリカン: 0.31% - アジア人: 1.81% - 太平洋諸島系: 0.04% - その他の人種: 10.61% - 混血: 2.21% - ヒスパニック・ラテン系: 23.74% 先祖による構成 - ドイツ系：20.1％ - アイルランド系：8.7％ - ポーランド系：5.5％ - イタリア系：5.5％ - イギリス系：5.2％ 言語による構成 - 英語：75.1％ - スペイン語：21.1％ | 年齢別人口構成 - 18歳未満: 30.3% - 18-24歳: 9.1% - 25-44歳: 31.9% - 45-64歳: 20.4% - 65歳以上: 8.4% - 年齢の中央値: 32歳 - 性比（女性100人あたり男性の人口） - 総人口: 101.2 - 18歳以上: 98.8 世帯と家族（対世帯数） - 18歳未満の子供がいる: 41.6% - 結婚・同居している夫婦: 61.2% - 未婚・離婚・死別女性が世帯主: 10.0% - 非家族世帯: 24.2% - 単身世帯: 19.6% - 65歳以上の老人1人暮らし: 6.7% - 平均構成人数 - 世帯: 2.97人 - 家族: 3.43人 収入と家計 - 収入の中央値 - 世帯: 59,351米ドル - 家族: 66,558米ドル - 性別 - 男性: 45,787米ドル - 女性: 30,013米ドル - 人口1人あたり収入: 24,315米ドル - 貧困線以下 - 対人口: 8.4% - 対家族数: 6.6% |

### 収入

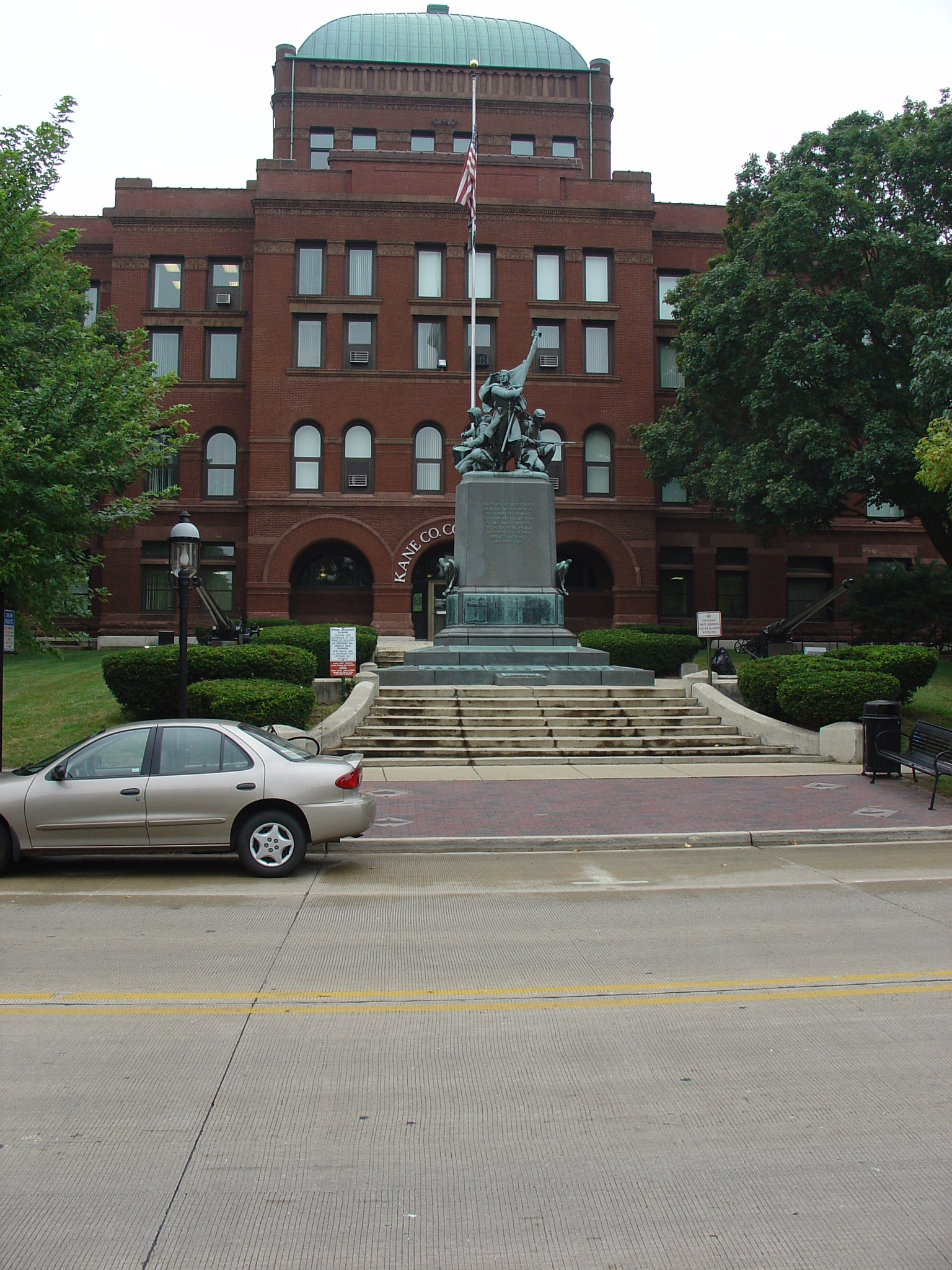
ジェネバ市にあるケーン郡庁舎

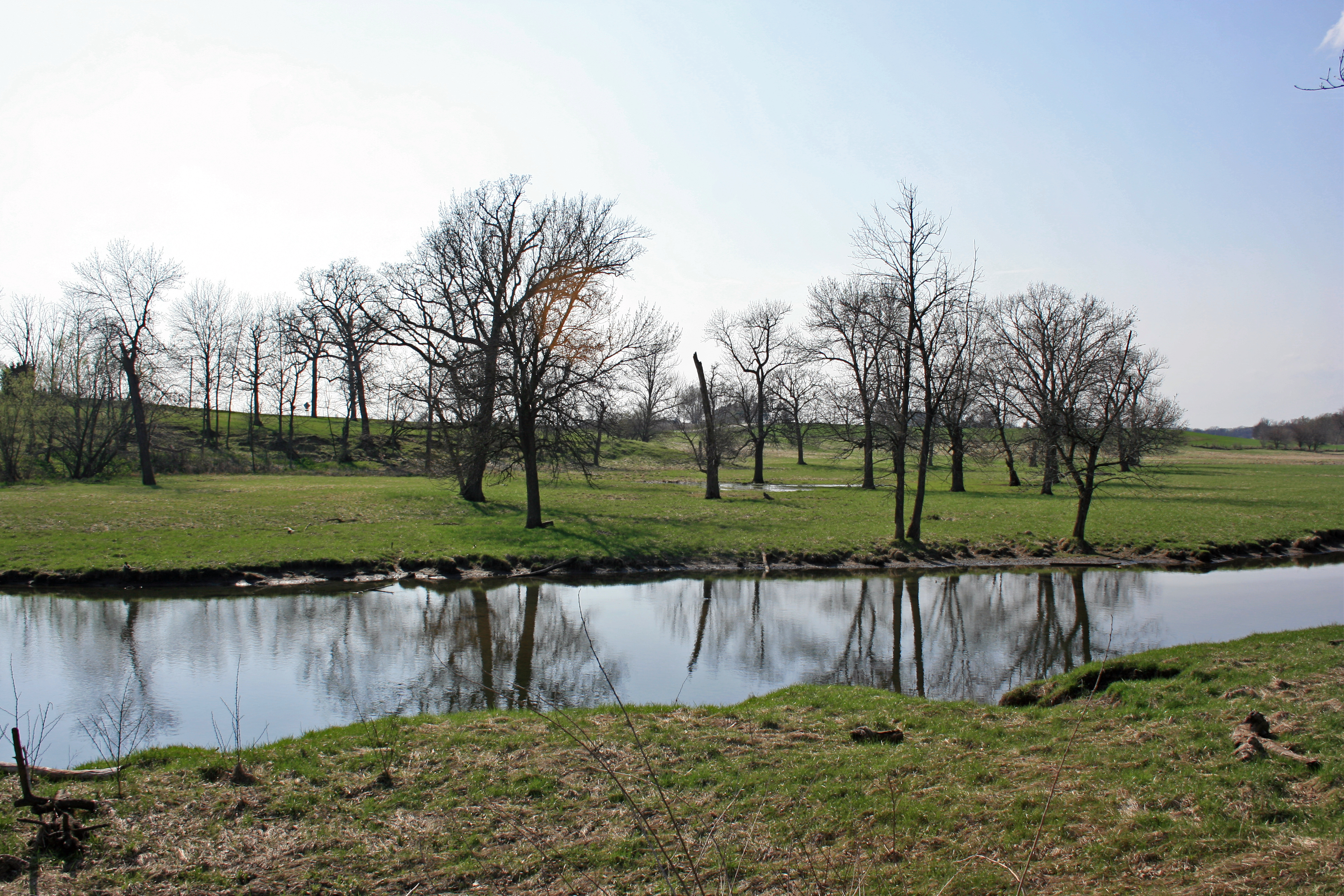
ビッグロック郡区の風景

## 郡区
ケーン郡は下記16の郡区に分割されている。
| - オーロラ - バタビア - ビッグロック - ブラックベリー - バーリントン - キャンプトン - ダンディ - エルジン | - ジェネバ - ハンプシャー - ケーンビル - プラトー - ラトランド - セントチャールズ - シュガーグローブ - バージル |

## 都市と町
人口最大の都市はオーロラ市である。
| - アルゴンキン - 一部はマクヘンリー郡 - オーロラ - 一部はデュページ郡、ケンドール郡、ウィル郡 - バーリントンヒルズ - バートレット - 大半はデュページ郡とクック郡、小部分のみケーン郡 - バタビア - 小部分がデュページ郡 - ビッグロック - バーリントン - キャンプトンヒルズ - カーペンターズビル - イーストダンディ - 小部分のみクック郡の東端 - エルバーン - エルジン - 一部クック郡 - ジェネバ - 郡庁所在地 - ギルバーツ - ハンプシャー | - ホフマンエステーツ - 主にクック郡、一部がケーン郡 - ハントリー - 一部がマクヘンリー郡 - ケーンビル - リリーレイク - メイプルパーク - 一部はデカルブ郡 - モンゴメリー - 一部はケンドール郡 - ノースオーロラ - ピングリーグローブ - セントチャールズ - 小部分のみデュページ郡 - スリーピーホロー - サウスエルジン - シュガーグローブ - バージル - ウェイン - 一部はデュページ郡 - ウェストダンディ |

### 未編入の町
- アレンズコーナーズ
- ラフォックス
- ムースハート
- プラトーセンター
- スタークス
- ウェイスコ

### ゴーストタウン
- ウェストン

## 教育
- オーロラ大学
- エルジン・コミュニティカレッジ
- ジャドソン大学
- ウォーボンシー・コミュニティカレッジ

## 医療
- セントラル・デュページ病院
- デルノア病院
- プロベナ・マーシー医療センター
- プロベナ・セントジョセフ病院
- ラッシュ・コプリー医療センター
- シャーマン病院